# Trofeo MacCrimmon de Gaita
El Trofeo MacCrimmon para Gaita (antiguo trofeo Macallan) nace en 1986 en el marco del Festival Intercéltico de Lorient (Bretaña, Francia) con el fin de reunir a los mejores instrumentistas de gaita y highland pipes del mundo celta. En sus comienzos el trofeo estaba patrocinado por la marca de bebidas Macallan, sin embargo, desde 2005, ante una ley de prohibición de patrocinio de eventos con bebidas alcohólicas, cambió su nombre a MacCrimmon en honor a una famosa familia escocesa cuyos miembros se han dedicado al estudio y transcripción de música tradicional de finales del siglo XV y la segunda mitad del siglo XVIII.
El trofeo MacCrimon para Gaita se considera el mayor premio al que un gaitero puede optar, dotando de gran prestigio a todos aquellos que poseen uno. Los participantes se escogen mediante concurso en Asturias y Galicia, desde los años 1987 y 2016 respectivamente, mediante el "Memorial Remis Ovalle" y el "Concurso - selección para o Trofeo MacCrimmon".

## Ganadores
| Año  | Ganador                      | Procedencia         |
| ---- | ---------------------------- | ------------------- |
| 1986 | Xuacu Amieva                 | Bandera de Asturias |
| 1987 | Vicente Prado                | Bandera de Asturias |
| 1988 | Berto Varillas               | Bandera de Asturias |
| 1989 | Carlos Núñez Muñoz           | Bandera de Galicia  |
| 1990 | José Manuel Tejedor          | Bandera de Asturias |
| 1991 | Ivan Costa                   | Bandera de Galicia  |
| 1992 | José Ángel Hevia             | Bandera de Asturias |
| 1993 | José Manuel Tejedor          | Bandera de Asturias |
| 1994 | Javier Tejedor               | Bandera de Asturias |
| 1995 | Jorge Fernández Areces*      | Bandera de Asturias |
| 1996 | Edelmiro M. Fernández        | Bandera de Galicia  |
| 1997 | José Manuel Tejedor          | Bandera de Asturias |
| 1998 | Edelmiro M. Fernández        | Bandera de Galicia  |
| 1999 | Oscar Fernández              | Bandera de Asturias |
| 2000 | Diego Pangua**               | Bandera de Asturias |
| 2001 | Edelmiro M. Fernández        | Bandera de Galicia  |
| 2002 | Rubén Alba                   | Bandera de Asturias |
| 2003 | Daniel Bellón                | Bandera de Galicia  |
| 2004 | Ángel Domingo                | Bandera de Asturias |
| 2005 | Iñaki Sánchez Santianes      | Bandera de Asturias |
| 2006 | Rubén Alba                   | Bandera de Asturias |
| 2007 | Edelmiro M. Fernández        | Bandera de Galicia  |
| 2008 | Pablo Devigo                 | Bandera de Galicia  |
| 2009 | Alberto Coya                 | Bandera de Galicia  |
| 2010 | Andrea Joglar**              | Bandera de Asturias |
| 2011 | Pedro Fariñas                | Bandera de Galicia  |
| 2012 | Raúl Lacilla**               | Bandera de Galicia  |
| 2013 | Jesús Fernández              | Bandera de Asturias |
| 2014 | Álvaro Álvarez Fernández     | Bandera de Asturias |
| 2015 | Álvaro Álvarez Fernández     | Bandera de Asturias |
| 2016 | Jesús Fernández              | Bandera de Asturias |
| 2017 | Jaime Álvarez Fernández      | Bandera de Asturias |
| 2018 | Javier Menéndez González* ** | Bandera de Asturias |
| 2019 | Maria López* **              | Bandera de Galicia  |
| 2020 | Cancelado                    |                     |
| 2021 | Cancelado                    |                     |
| 2022 | Fernando Vázquez Cárcaba     | Bandera de Asturias |
| 2023 | Jaime Álvarez Fernández      | Bandera de Asturias |
| 2024 | Diego Lobo*                  | Bandera de Asturias |
| 2025 | Rafael Carracedo             | Bandera de Galicia  |
|      |                              |                     |

* 
En el año 1995 hubo un empate en primera posición entre Jorge Fernández Areces  y Edelmiro M. Fernández , en el caso del año 2018, entre Javier Menéndez  y Raquel Vilas , en el año 2019 entre María López  y Fernando Vázquez , y en el año 2024 entre Xesús Rodríguez  y Diego Lobo . En caso de empate, resulta vencedor el intérprete más joven como único ganador del trofeo, siendo en los dos primeros casos para los instrumentistas asturianos, y en el tercero para la instrumentista gallega.
** 
Se han otorgado distintas Menciones de Honor en la historia del certamen: En el año 2000, Diego Pangua  recibe la mención de honor por ser el ganador más joven de la historia del concurso (16 años). En el año 2010, Andrea Joglar  recibe la mención de honor del certamen por ser la primera mujer en hacerse con el galardón. En 2012, Javier Menéndez  recibe la mención de honor por parte del jurado de música bretona por su excelente interpretación de su música. En el año 2019, María López  recibe la mención de honor por ser el ganador más joven de la historia del concurso (14 años) además de ser la primera mujer gallega en hacerse con el galardón